# Cnemidophorus martyris
Cnemidophorus martyris är en ödleart som beskrevs av  Leonhard Hess Stejneger 1891. Cnemidophorus martyris ingår i släktet Cnemidophorus och familjen tejuödlor. Inga underarter finns listade i Catalogue of Life.